# Kovarce

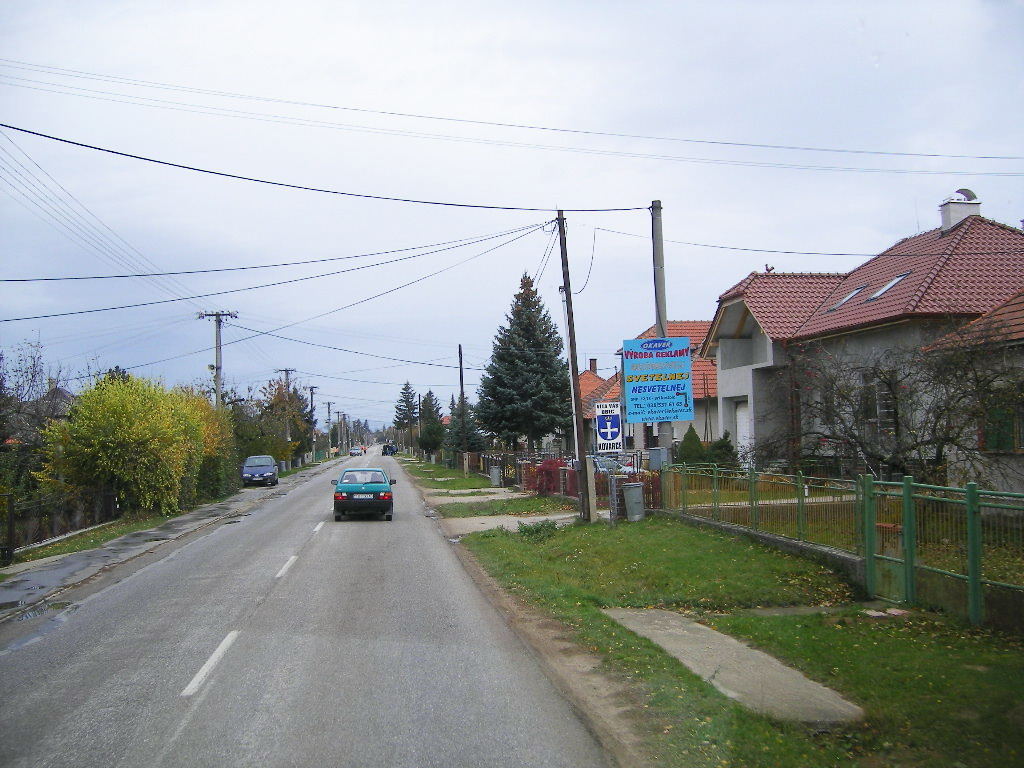
Kovarce

Kovarce (Hongaars: Kovarc) is een Slowaakse gemeente in de regio Nitra, en maakt deel uit van het district Topoľčany.
Kovarce telt 1.604 inwoners.